# The Christmas Chronicles
The Christmas Chronicles är en amerikansk julkomedifilm på Netflix, som hade premiär den 22 november 2018. Filmens regisserades av Clay Kaytis, är skriven av Matt Lieberman, och har Kurt Russell, Judah Lewis, Darby Camp, Lamorne Morris, Kimberly Williams-Paisley och Oliver Hudson i huvudrollerna. Filmen finns utöver originalspråket engelska, även att se med bland annat svenskt tal på Netflix.

## Handling
Filmens handling utspelar sig i staden Lowell i den amerikanska delstaten Massachusetts, och kretsar kring de två syskonen Kate och Teddy Pierce, som en dag lägger märke till att självaste jultomten befinner sig i deras hem, och bestämmer sig för att hoppa upp och följa med på hans rensläde. Allt går dock inte som planerat, rensläden kraschlandar, och alla barns julklappar går förlorade. Det blir då upp till Kate och Teddy, tillsammans med jultomten, att rädda hela julaftonsmorgonen, genom att leverera alla förlorade julklappar på rätt sätt.

## Rollista (i urval)
| Roll                    | Skådespelare              | Svensk röst            |
| ----------------------- | ------------------------- | ---------------------- |
| Jultomten               | Kurt Russell              | Dan Ekborg             |
| Teddy Pierce            | Judah Lewis               | Alexander Kaunitz      |
| Kate Pierce             | Darby Camp                | Tyra Ottosson          |
| Konstapel Mikey Jameson | Lamorne Morris            | Jesper Adefelt         |
| Claire Pierce           | Kimberly Williams-Paisley | Tuvalisa Rangström     |
| Doug Pierce             | Oliver Hudson             | Ivan Mathias Petersson |
| Konstapel Dave Poveda   | Martin Roach              | Jamil Drissi           |
| Wendy                   | Vella Lovell              | Maja Strömstedt        |
| Wolfie                  | Steven Van Zandt          | Hasse Jonsson          |
| Vincent                 | Jeff Teravainen           | Rolf Lydahl            |
| Tomtemor                | Goldie Hawn               | Mia Hansson            |
| Lars                    | Debra Wilson (röst)       | Henrik Lundström       |